# David Margolick
David Margolick (né le 3 janvier 1952) est rédacteur depuis de nombreuses années pour le magazine Vanity Fair. Il a occupé des postes similaires chez Newsweek et Portfolio.com. Avant de rejoindre Vanity Fair, il était journaliste aux affaires juridiques au New York Times, où il rédigeait la chronique hebdomadaire «At the Bar» («Au barreau») pour laquelle il a couvert les procès d'OJ Simpson, Lorena Bobbitt et William Kennedy Smith. Au cours de ses quinze années au Times, il a été nommé à quatre reprises pour le prix Pulitzer. Il contribue fréquemment au supplément littéraire hebdomadaire du New York Times. Son travail a également été publié dans The New York Review of Books, Tablet et The Forward.

## Carrière
David Margolick a été diplômé de la Loomis Chaffee School en 1970. Il est également diplômé de l' Université du Michigan et de la Stanford Law School. Il est l'auteur de Dreadful: The Short Life and Gay Times of John Horne Burns, une biographie de l'écrivain américain controversé John Horne Burns et d'Elizabeth and Hazel: Two Women of Little Rock, un essai sur les figures emblématiques de la crise de la déségrégation scolaire de 1957, publié en octobre 2011 par Yale University Press. En juillet 2011, son reportage A Predator Priest, sur la longue quête d'une famille pour traduire en justice un prêtre pédophile de la ville natale de Margolick, Putnam (Connecticut), a été publié sur Kindle Singles.
Hormis ces titres, il est aussi l'auteur de Strange Fruit en 2001 (publié en France par les Éditions Allia, traduction de Michèle Valencia) ; Beyond Glory: Joe Louis vs. Max Schmeling, and a World on the Brink, publié par Knopf en 2005 ;  At the Bar: The Passions and Peccadillos of American Lawyers (1995) et Undue Influence: The Epic Battle for the Johnson & Johnson Fortune (1994). Il écrit actuellement un livre sur l'émission de variétés Your Show of Shows pour la collection Jewish Encounters de Nextbook (Schocken / Random House). Il a été professeur adjoint au département de journalisme de l’université de New York. Il vit à New York et à Sag Harbor.